# Unborn Love
Az Unborn Love című dal a német-holland származású C.C.Catch és Juan Martinez közös dala, mely 2010. szeptember 1-jén jelent meg. A dal csupán letölthető volt, fizikai kislemezen nem jelent meg. A dal producere ugyancsak Juan Martinez volt. A dal több slágerlistára is felkerült.

## Tracklista
Digitális letöltés
1. "Unborn Love" - 3:31 duett Juan Martinez

## Slágerlista
| Slágerlista (2010)             | Legmagasabb helyezés |
| ------------------------------ | -------------------- |
| Top Dance Musiquore            | 10                   |
| Juno Download Charts           | 1                    |
| Euro-HiNRG Top 50 club chart   | 30                   |
| German Amazon R&B & Soul Chart | 75                   |
| Maximum Hit Music Chart        | 14                   |
| World Of Music Top 10          | 5                    |